# Lijst van burgemeesters van Wonseradeel
Dit is een lijst van burgemeesters van de voormalige Nederlandse gemeente Wonseradeel (Wûnseradiel) in de provincie Friesland totdat de gemeente per 1 januari 2011 opging in de nieuwe gemeente Súdwest-Fryslân.
| Ambtsperiode                | Naam burgemeester           | Partij of stroming | Bijzonderheden                                                             |
| --------------------------- | --------------------------- | ------------------ | -------------------------------------------------------------------------- |
| 1851 - 1866                 | mr. Tjepke Mulier           |                    | Voorafgaand sinds 1850 grietman van Wonseradeel. In 1866 eervol ontslagen. |
| 1867 - 1883                 | Lucas Britzel (1810-1883)   |                    |                                                                            |
| 1883 - 1901                 | Carl W.C.T.Visser           |                    |                                                                            |
| 1901 - 1919                 | Jan Hendrik Herman Piccardt |                    | was burgemeester van Finsterwolde                                          |
| 1919 - 1923                 | Willem Beukenkamp           |                    | was burgemeester van Den Ham                                               |
| 1923 - 1933                 | Mr. Lolle Klaas Okma        |                    |                                                                            |
| 1933 - 1943                 | Johan Weerstra              |                    |                                                                            |
| 1943 - 1945                 | Catrinus (C.J.) Werkhoven   |                    |                                                                            |
| 1945                        | Jan (J.) Dijkstra           |                    | Waarnemend                                                                 |
| 1945 - 1954                 | Rinke Reitsma               |                    |                                                                            |
| 1954 - 1971                 | Atze (A.) Oosterhoff        | CHU                |                                                                            |
| 16 maart 1971 - 1 juli 1981 | Pieter (P.) Tjeerdsma       | ARP / CDA          |                                                                            |
| 16 juli 1981 - 1995         | Meinte (M.) Abma            | CDA                |                                                                            |
| 16 oktober 1995 - 2010      | Theunis (Th.R) Piersma      | FNP                |                                                                            |